# Édgar Ramírez
Édgar Ramírez, właśc. Édgar Ramírez Arellanos (ur. 25 marca 1977 w San Cristobal) – wenezuelski aktor filmowy i telewizyjny.

## Życiorys

### Wczesne lata
Urodził się w San Cristobal jako syn Soday Arellano i wojennego attaché Filiberto Ramíreza. Ze względu na charakter pracy ojca i związane z tym ciągłe przeprowadzki, opanował język francuski, hiszpański, niemiecki, angielski i włoski. Ukończył studia dziennikarskie na kierunku komunikacji politycznej i dyplomacji na Universidad Católica Andrés Bello (UCAB) w Caracas. Przebywał przez dwa lata w stanie Barinas. Mieszkał w takich państwach jak Austria, Kanada, Kolumbia, Włochy i Meksyk.

### Kariera
Zadebiutował na dużym ekranie w meksykańskiej produkcji ¡Aquí espaantan! (1993). Po występie w filmie wenezuelskim Nagość (El Nudo, 2002), zdobył popularność w telenoweli kanału Venevisión Cosita rica (2003-2004). W dramacie sensacyjnym Do przodu (Punto y raya, 2004) zagrał kolumbijskigo żołnierza Pedro. Jego pierwszym amerykańskim filmem był thriller Tony'ego Scotta Domino (2005) w roli Choco, kochanka Domino Harvey (Keira Knightley) z udziałem Mickeya Rourke'a. W ekranizacji powieści Roberta Ludluma Ultimatum Bourne’a (The Bourne Ultimatum, 2007) wystąpił jako zabójca tytułowego bohatera – Jasona Bourne’a (Matt Damon).
12 listopada 2010 roku Ramírez został ambasadorem dobrej woli UNICEF.
W 2011 roku odebrał Césara i był nominowany do Złotego Globu jako Ilich Ramírez Sánchez o pseudonimie "Carlos" w filmie Carlos (2010).
W serialu FX The Assassination of Gianni Versace: American Crime Story (2018) zagrał postać Gianni'ego Versace obok Darrena Crissa (Andrew Cunanan), Ricky'ego Martina (partner Antonio D’Amico), Penélope Cruz (Donatella Versace) i Finna Wittrocka (Jeffrey Trail).
Zasiadał w jury sekcji "Un Certain Regard" na 75. MFF w Cannes (2022).
Prywatnie spotykał się z kubańską aktorką Aną de Armas.

## Wybrana filmografia

### Filmy fabularne
| Rok  | Film                                         | Rola                                      |
| ---- | -------------------------------------------- | ----------------------------------------- |
| 1993 | ¡Aquí espaantan!                             | sprzedawca filmów wideo                   |
| 2002 | Nagość (El Nudo)                             | Gustavo                                   |
| 2003 | Yotama se va volando                         | Manuel Zozaya                             |
| 2004 | Do przodu (Punto y raya)                     | Pedro                                     |
| 2005 | Domino                                       | Choco                                     |
| 2005 | Atenea y Afrodita (film krótkometrażowy)     | przyjaciel                                |
| 2006 | Elipsis                                      | Sebastián Castillo                        |
| 2006 | El Don                                       | Alvaro                                    |
| 2007 | Ultimatum Bourne’a (The Bourne Ultimatum)    | Paz                                       |
| 2007 | Cyrano Fernandez                             | Cyrano                                    |
| 2008 | 8 części prawdy (Vantage Point)              | Javier                                    |
| 2008 | Che. Rewolucja (Che: Part One)               | Ciro Redondo García                       |
| 2010 | Carlos                                       | Ilich Ramírez Sánchez, pseudonim "Carlos" |
| 2011 | Saluda al Diablo de mi Parte                 | Ángel Sotavento                           |
| 2012 | Gniew tytanów (Wraith of Titans)             | Ares                                      |
| 2012 | A Coeur Ouvert                               | Javier                                    |
| 2012 | Wróg numer jeden (Zero Dark Thirty)          | Larry, członek U.S Navy SEAL              |
| 2013 | Wyzwoliciel ('Libertador)                    | Simón Bolívar                             |
| 2013 | Adwokat (The Counselor)                      | ksiądz                                    |
| 2014 | Zbaw nas ode złego (Deliver Us From Evil)    | Mendoza                                   |
| 2015 | Joy                                          | Tony Miranne, ex-mąż Joy                  |
| 2015 | Point Break                                  | Bodhi                                     |
| 2016 | Dziewczyna z pociągu (The Girl on the Train) | dr Kamal Abdic                            |
| 2016 | Kamienne pięści (Hands of Stone)             | Roberto Durán                             |
| 2016 | Złoto (Gold )                                | Michael Acosta                            |
| 2017 | Bright                                       | Kandomere                                 |

### Seriale TV
- 2003: Cosita Rica jako Cacique Chacón
- 2005: Ser bonita no basta jako Leonardo
- 2018: The Assassination of Gianni Versace: American Crime Story jako Gianni Versace

## Odznaczenia
- Chevalier Orderu Sztuki i Literatury – Francja, 2024[16]